# Sericopimpla crenator
Sericopimpla crenator är en stekelart som först beskrevs av Fabricius 1804.  Sericopimpla crenator ingår i släktet Sericopimpla och familjen brokparasitsteklar. Inga underarter finns listade i Catalogue of Life.